# Fundação Francisco Manuel dos Santos

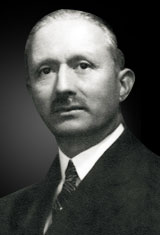
Francisco Manuel dos Santos, patrono da FFMS

A Fundação Francisco Manuel dos Santos (FFMS) foi criada em fevereiro de 2009 por Alexandre Soares dos Santos e família, descendentes de Francisco Manuel dos Santos e consagrada à sua memória.

## Objetivos
Nos termos dos seus estatutos, a Fundação Francisco Manuel nos Santos (FFMS) tem por missão estudar, divulgar e debater a realidade portuguesa, de uma forma inteiramente livre e independente.
A fundação nasceu em 2009, sendo instituída por Alexandre Soares dos Santos e sua família, para estudar os grandes problemas nacionais e levá-los ao conhecimento da sociedade civil. 
A criação da Fundação Francisco Manuel dos Santos visa dar resposta a uma lacuna na sociedade portuguesa: apesar da frequência com que no espaço público se discutem as mais variadas matérias, o debate em Portugal parece estar sempre mais apoiado em opiniões subjetivas e percepções individuais do que em dados sólidos e investigações rigorosa. 
Assim, a FFMS publica livros e elabora estudos, sobre temas relevantes para a sociedade, como a educação, a economia, a justiça ou políticas públicas; organiza encontros e debates onde reúne e dá voz a especialistas nacionais e estrangeiros; e cria, reúne e difunde dados quantitativos sobre Portugal, a Europa e o mundo através de várias plataformas.
O meio digital é utilizado como um instrumento chave na missão da fundação de facultar o acesso à informação a todos os cidadãos. 
Todas as atividades e estudos da FFMS encontram-se disponíveis on-line, seja através de redes sociais, sites ou bases de dados como a Pordata. 
O objetivo último é contribuir para uma sociedade mais informada, reforçando os direitos cívicos dos cidadãos, a qualidade das instituições e das políticas públicas.
O Conselho de Curadores é presidido por Alexandre Soares dos Santos desde a criação da fundação em 2009. 
O Conselho de Administração é presidido por Jaime Gama (desde setembro de 2016) e teve como presidentes António Barreto (fevereiro de 2009 - maio de 2014) e Nuno Garoupa (junho de 2014 - agosto de 2016).

## Projetos

### Portais
Pordata (www.pordata.pt)
A Pordata é uma base de dados sobre Portugal contemporâneo com estatísticas oficiais e certificadas sobre o país e a Europa, dividida num amplo conjunto de temas como a população, educação, saúde, entre outros. Este primeiro contributo oficial da FFMS, está sob a direção da socióloga e professora Maria João Valente Rosa. As informações divulgadas são todas provenientes de fontes de informação certificadas com o objetivo de criar uma base de dados rigorosa, simples, clara e de fácil acesso. A Fundação disponibiliza de forma gratuita e ilimitada, esta base de dados que já conta com cerca de 70 000 séries estatísticas oficiais.
Direitos e Deveres do Cidadão (www.direitosedeveres.pt)
Este portal destina-se a informar os cidadãos dos seus direitos e deveres, tanto na relação entre eles, como com as autoridades e demais instituições. 
Com este projecto, a Fundação Francisco Manuel dos Santos torna disponível um meio de informação acessível, organizado e prático sobre os direitos e os deveres do cidadão, nas variadas situações do dia-a-dia que podem ter implicações jurídicas.
GPS - Global Portuguese Scientists (www.gps.pt)
Para sabermos quantos são, onde estão e como são os percursos dos cientistas portugueses espalhados pelo mundo. Mas não só. 
Também para fomentar a colaboração entre cientistas portugueses que trabalham em diferentes países. 
Para aproximar a diáspora científica da sociedade portuguesa, de modo a aumentar a sua visibilidade e reconhecimento em Portugal.
POP - Portal de Opinião Pública (www.pop.pt)
Um agregador de dados sobre os valores, atitudes e comportamentos dos europeus nos últimos 20 anos.
Pordata Kids (www.pordatakids.pt)
Uma ferramenta útil para pais e os professores, dirigido aos mais novos para explorarem as estatísticas sobre o país.
Cronologias de Portugal Contemporâneo (http://cronologias.ffms.pt/)
Factos sobre os últimos 55 anos, onde encontra histórias surpreendentes, mas também os acontecimentos políticos, económicos e culturais mais relevantes desde 1960.
Portugal Desigual ( http://portugaldesigual.ffms.pt/ )
Um retrato das desigualdades dos rendimentos e da pobreza no país.
Nascer em Portugal (http://nasceremportugal.ffms.pt/ )
Nascer em Portugal já não é o que era. Temos menos filhos e cada vez mais tarde. Porquê? O que influencia a nossa decisão de sermos mães ou pais?
Educação em Exame ( https://educacaoemexame.pt/ )
Uma visão única, comparada e evolutiva sobre o sistema educativo em Portugal
Fronteiras XXI (www.fronteirasxxi.pt )
Debater os grandes temas que desafiam Portugal e o mundo, colocando frente a frente conceituados especialistas nacionais e/ou internacionais e uma plateia seleccionada. É este o desafio do Fronteiras XXI.

### Ensaios e retratos
A Fundação Francisco Manuel dos Santos promove, sob a direção de António Araújo, a publicação de textos breves que exprimam as opiniões dos respectivos autores sobre os mais diversos problemas contemporâneos, com especial incidência na realidade portuguesa. Esta colecção de ensaios reúne temas tão dispersos como a educação, economia, justiça, saúde, entre outros. 
Trata-se de considerações fundamentadas assinadas por pensadores dos mais diversos quadrantes da sociedade.
Em 2014 foi lançada uma nova colecção, os "Retratos da Fundação" que traz aos leitores um olhar próximo sobre a realidade do país: Portugal contado e vivido, narrado por quem o viu - e vê - de perto.

### Estudos
A atividade da fundação no que toca à promoção de estudos sobre a sociedade portuguesa encontra-se dividida em três áreas principais: instituições, sociedade e economia.
Em cada uma destas áreas correm atualmente vários projetos de diferentes equipas de investigação. 
Os estudos já terminados encontram-se disponíveis para download gratuito na página da FFMS.

### Conferências
A fundação realiza por todo o país conferências sobre diferentes temas, como por exemplo o “Mês da Educação e da Ciência” ou os Encontros anuais, entre outros. Conheça aqui todas as conferências da Fundação: